# A kicsi kocsi kalandjai
A kicsi kocsi kalandjai (eredeti cím: The Love Bug) 1968-as amerikai családi film. Robert Stevenson rendezte, Bill Walsh és Don DaGradi írta.
Az Amerikai Egyesült Államokban 1968. december 24-én mutatták be, Magyarországon pedig 1980. június 5-én vetítette a mozi. Tévében az M1 vetítette új szinkronnal 1992. augusztus 22-én.
Ez az első része a később sorozattá alakuló „Kicsi kocsi” filmeknek.

## Cselekmény
San Francisco, 1960-as évek.
Jim Douglas szenvedélyes amatőr autóversenyző, de miután több vereséget szenved, kezdi elveszíteni a pénzét, amire az újabb versenyeken való részvételhez lenne szüksége. Egy autósboltban találkozik nemcsak a cégtulajdonos Thorndyke-kal és titkárnőjével, Carole-lal, hanem egy VW Bogárral is, amely nyilvánvalóan saját életet él.  Amikor Jim távozik, az autó hátul elhagyja a garázst, és követi Jimet hazáig.
Jim becsületesen visszamegy az autókereskedésbe, és Carole ajánlatára megvásárolja az autót, amitől így Peter Thorndyke alacsony áron meg tud szabadulni.
Jim barátja, Teddy nemrég tért vissza egy tibeti szerzetes kolostorból, ahol elmélkedéssel töltötte az időt. Teddy Herbie-nek nevezi el a kisautót, aki később segít Jimnek és Carole-nak randevúzni.
Jim felújítja a Bogarat, és több versenyt is megnyer vele. Jim és Carole egyik randevúján a frusztrált Thorndyke a Teddy által felszolgált ír kávét beleönti Herbie benzintankjába; ennek a trükknek a következtében Herbie a következő Riverside-i versenyen lerobban, és Thorndyke megnyeri a versenyt.
Carole ekkor kilép Thorndyke cégéből, és csatlakozik Jimhez, Herbie-hez és Teddyhez. A túlságosan magabiztos Jim vesz egy Apollo GT-t az El Dorado nevű közelgő versenyre; amikor Jim megpróbálja eladni Herbie-t Thorndyke-nak, Herbie összetöri az Apollo GT-t és elmenekül; Thorndyke, aki kétségbeesetten szeretné megszerezni Herbie-t, az embereivel megkeresteti a VW Bogarat. A kísérlet, hogy Herbie-t szétszedik, mert fel akarják fedezni a titkát, kudarcba fullad. Herbie egy ázsiai szépségversenyen bújik el. Jimnek éppen csak sikerül megakadályoznia, hogy Herbie levesse magát a Golden Gate hídról. Szökése során Herbie megrongál egy kiskereskedelmi üzletet, ezért elkobzás fenyegeti. Jim és Teddy azonban megegyeznek a bolt tulajdonosával és vállalkozójával, Wu úrral, hogy ha Jim megnyeri az El Dorado versenyt, Wu úr kapja a nyereményt, és Jim megtarthatja Herbie-t.
Hogy a súlyosan megrongált Herbie-t újra formába hozza a közelgő versenyre, Teddy kénytelen kettévágni az autót, majd újból összehegeszti.
Wu úr fogadást köt Thorndyke-kal is a verseny kimenetelére, a tét pedig Herbie, illetve az autósbolt. Amikor az első versenynap után Jim és barátai kilátásai – részben Thorndyke különböző szabotázsakciói miatt – kilátástalannak tűnnek, Thorndyke tulajdonjogot követel Herbie-re. Herbie ekkor visszanyeri harci kedvét és energiáját. A verseny okozta stressz azonban Herbie hegesztési varratát nagyon igénybe veszi, a kocsi szétszakad, Herbie az első és a harmadik helyen végez: Herbie hátsó része (a VW Bogár motorja hátul van) halad át először a célvonalon, majd Thorndyke, és utána Herbie első része.
Mivel Thorndyke így elveszíti a Wu úrral kötött fogadást, Wu úr átveszi Thorndyke autóüzletét. Thorndyke-nak és segédjének, Havershaw-nak szerelőként kell dolgoznia Wu úrnál; Jim és Carole összeházasodnak. 

## Szereplők
| Színész                        | Szerep          | Magyar hang               | Magyar hang          |
| Színész                        | Szerep          | 1. szereposztás (eredeti) | 2. szereposztás (M1) |
| Színész                        | Szerep          | 1980                      | 1992                 |
| ------------------------------ | --------------- | ------------------------- | -------------------- |
| Jim Douglas                    | Dean Jones      | Varga T. József           | Gáti Oszkár          |
| Carole Bennett                 | Michele Lee     | Földessy Margit           | Kocsis Mariann       |
| Peter Thorndyke                | David Tomlinson | Szabó Ottó                | Szombathy Gyula      |
| Havershaw                      | Joe Flynn       | Surányi Imre              | Beregi Péter         |
| Tennessee Steinmetz            | Buddy Hackett   | Koroknay Géza             | Maros Gábor          |
| Mr. Wu                         | Benson Fong     | Velenczey István          | Cs. Németh Lajos     |
| Detektív                       | Joe E. Ross     | Szoó György               | Kisfalussy Bálint    |
| Felszolgálónő                  | Iris Adrian     | Dallos Szilvia            | Soproni Ági          |
| Hídpénz beszedő                | Ned Glass       | Komlós András             | TBA                  |
| Bice                           | Robert Foulk    | Képessy József            | Surányi Imre         |
| Roncs autó biztosítós őrmester | Barry Kelley    | TBA                       | Pataki Imre          |

## Fordítás
- Ez a szócikk részben vagy egészben  az   Ein toller Käfer című német Wikipédia-szócikk fordításán alapul.  Az eredeti cikk szerkesztőit annak laptörténete sorolja fel. Ez a jelzés csupán a megfogalmazás eredetét és a szerzői jogokat jelzi, nem szolgál a cikkben szereplő információk forrásmegjelöléseként.
- Ez a szócikk részben vagy egészben  az   Un amour de Coccinelle című francia Wikipédia-szócikk fordításán alapul.  Az eredeti cikk szerkesztőit annak laptörténete sorolja fel. Ez a jelzés csupán a megfogalmazás eredetét és a szerzői jogokat jelzi, nem szolgál a cikkben szereplő információk forrásmegjelöléseként.